# Brylluppet mellem prins William og Catherine Middleton
Brylluppet mellem prins William og Catherine Middleton fandt sted den 29. april 2011 på Westminster Abbey i London, Storbritannien. Brudgommen, prins William, er første i rækken til den britiske trone. Bruden, Catherine Middleton, havde været hans kæreste siden 2003.
Dekanen af Westminster, John Hall, var formand for gudstjenesten; Ærkebiskoppen af Canterbury, Rowan Williams, udførte vielsen; Richard Chartres, Londons biskop, prædikede prædiken; og en tekst blev læst af brudens bror, James.
Williams forlover var hans bror, prins Harry, imens brudens søster, Pippa, var æresbrudepige.
Ceremonien blev overværet af brudens og brudgomens familier, såvel som medlemmer af udenlandske kongelige dynastier, diplomater og parrets udvalgte personlige gæster. Efter ceremonien havde parret den traditionelle seance på balkonen af Buckingham Palace. Da prins William ikke, på daværende tidspunkt, var den første i arvefølgen til tronen, var brylluppet ikke en fuld statsbegivenhed, og mange detaljer blev overladt til parret at beslutte, såsom meget af gæstelisten på ca. 1.900 personer.

## Forlovelse
I 2001 mødte Middleton og prins William hinanden, imens de studerede på University of St Andrews. De begyndte at date i 2003.
Den 16. november 2010 oplyste Clarence House at prins William ville gifte sig med Catherine Middleton "om foråret eller sommeren 2011, i London". De blev forlovet i oktober 2010 på en privat ferie til Kenya; prins William gav Middleton den samme forlovelsesring, som hans far gav til Williams mor, prinsesse Diana—en 18-karat hvidguldsring med en 12-karat oval Ceylon safir og 14 runde diamanter. Det blev annonceret på omtrent samme tidspunkt, at efter deres bryllup, ville parret leve på Isle of [Anglesey] i Wales, hvor prins William var baseret med Royal Air Force.
Dronningen sagde, at hun var "absolut glad" for parret. Hun gav formelt samtykke til ægteskabet, som krævet af den sidenhen ophævede Royal Marriages Act 1772, i det britiske statsråd om morgenen for forlovelsen.
Den 23. november 2010 blev fredag den 29. april 2011 annonceret, som bryllupsdatoen.